# Жуково (Томская область)
Жу́ково — деревня в Кривошеинском районе Томской области России. Входит в состав Кривошеинского сельского поселения.

## История
Осенью 1911 года деревню Жукова посетил финский исследователь Кай Доннер, который отметил слабое владение родным языком среди местных южных селькупов.
В 1926 году деревня состояла из 110 хозяйств, основное население — русские. В административном отношении являлась центром Жуковского сельсовета Кривошеинского района Томского округа Сибирского края.

## Население
| 1926 | 2002 | 2010 | 2012 | 2013 | 2014 | 2015 |
| ---- | ---- | ---- | ---- | ---- | ---- | ---- |
| 525  | ↘513 | ↘407 | ↘406 | ↘400 | ↗411 | ↗412 |
| 2021 |      |      |      |      |      |      |
| ↘323 |      |      |      |      |      |      |

## Улицы
| - ул. Береговая, - ул. Зелёная, - ул. Механизаторская, | - пер. Нефтяной, - ул. Новая, - ул. Садовая, | - ул. Таёжная, - ул. Татарская, - ул. Центральная. |